# Ambassade de Guinée à Cuba
L'ambassade de Guinée à Cuba est la mission diplomatique officielle de la république de Guinée en république de Cuba, située à La Havane.

## Liste des ambassadeurs
| N° | Nom et prénoms              | titre de fonction | Début          | Fin            |
| -- | --------------------------- | ----------------- | -------------- | -------------- |
| 01 | Aboubacar Sidiki Camara     | ambassadeur       | 2019           | 4 février 2022 |
| 02 | Frédéric Dieudonné Bangoura | chargé d'affaires | 9 février 2022 |                |

- Sadiba Koulibaly, chargé d'affaires entre octobre 2023 et juin 2024

## Voir également
- Relations Cuba-Guinée
- Liste des missions diplomatiques à Cuba
- Liste des missions diplomatiques de la Guinée
- Sadiba Koulibaly, chargé d’affaires en 2023-2024

## Liens
- https://www.embassypages.com/guinee-ambassade-lahavane-cuba